# Tiếng Pashtun
Tiếng Pashtun (tiếng Pashtun: پښتو Pax̌tō [ˈpəʂt̪oː]), được gọi là Afghāni (افغانی) trong tiếng Ba Tư và Paṭhānī trong tiếng Hindi và Urdu, là một ngôn ngữ ở miền Nam-Trung Á, được nói bởi người Pashtun. Người nói ngôn ngữ này có một số tên gọi, gồm Pashtun và Pukhtun và đôi khi Afghan hay Pathan. Đây là một ngôn ngữ Iran Đông, thuộc hệ ngôn ngữ Ấn-Âu. Tiếng Pashtun là một trong hai ngôn ngữ chính thức của Afghanistan, và là ngôn ngữ khu vực đông người nói thứ hai tại Pakistan, chủ yếu ở miền tây và tây bắc đất nước. Những Khu vực Bộ lạc Liên bang Quản lý (FATA) của Pakistan gần 100% nói tiếng Pashtun, trong khi nó cũng là ngôn ngữ số đông ở tỉnh Khyber Pakhtunkhwa và các huyện miền bắc của Balochistan. Tiếng Pashtun là ngôn ngữ chính của kiều dân Pashtun khắp nơi trên thế giới. Tổng số người nói tiếng Pashtun trên toàn cầu được ước tính là từ 45–60 triệu.

## Chữ viết
Tiếng Pashtun sử dụng bảng chữ cái Pashtun, một dạng sửa đổi của chữ viết Ba Tư–Ả Rập. Vào thế kỷ 16, Bayazid Pir Roshan đã đưa 13 chữ cái mới vào bảng chữ cái Pashtun. Nó đã được sửa đổi thêm trong nhiều năm.
Bảng chữ cái Pashtun bao gồm 45 đến 46 chữ cái và 4 dấu phụ. Chữ Latin Pashtun cũng được sử dụng. Trong phiên âm Latinh, trọng âm được biểu thị bằng các dấu sau trên các nguyên âm: ә́, á, ā́, ú, ó, í và é. Bảng sau (đọc từ trái sang phải) cung cấp các dạng biệt lập của các chữ cái, cùng với các giá trị tương đương trong chữ Latinh và các giá trị IPA điển hình:
| اā /ɑ, a/ | بb /b/   | پp /p/   | تt /t/    | ټṭ /ʈ/             | ث(s) /s/     | جǧ /d͡ʒ/ | ځg, dz /d͡z/            | چč /t͡ʃ/ | څc, ts /t͡s/    | ح(h) /h/                 | خx /x/                   |
| دd /d/    | ډḍ /ɖ/   | ﺫ(z) /z/ | ﺭr /r/    | ړṛ /ɺ, ɻ, ɽ/       | ﺯz /z/       | ژž /ʒ/  | ږǵ (or ẓ̌) /ʐ, ʝ, ɡ, ʒ/ | سs /s/  | شš /ʃ/         | ښx̌ (hoặc ṣ̌) /ʂ, ç, x, ʃ/ | ښx̌ (hoặc ṣ̌) /ʂ, ç, x, ʃ/ |
| ص(s) /s/  | ض(z) /z/ | ط(t) /t/ | ظ(z) /z/  | ع(ā) /ɑ/           | غğ /ɣ/       | فf /f/  | قq /q/                 | کk /k/  | ګģ /ɡ/         | لl /l/                   | لl /l/                   |
| مm /m/    | نn /n/   | ڼṇ /ɳ/   | ں̃ , ń /◌̃/ | وw, u, o /w, u, o/ | هh, a /h, a/ | ۀə /ə/  | يy, i /j, i/           | ېe /e/  | یay, y /ai, j/ | ۍəi /əi/                 | ئəi, y /əi, j/           |